# Željka Cvijanović
Željka Cvijanović (født 4. marts 1967 i Teslić, Bosnien-Hercegovina) er en bosnisk-serbisk politiker og medlem af Alliancen af Uafhængige Socialdemokrater (SNSD). Siden 2022 har hun været det serbiske medlem af præsidentskabet for Bosnien-Hercegovina, hvor hun siden november 2024 har fungeret som dets formand. 
Hun var tidligere præsident for Republika Srpska fra 2018 til 2022. Den 15. november 2022 blev hun efterfulgt af Milorad Dodik som præsident for Republika Srpska.

## Tidligt liv og uddannelse
Željka Cvijanović blev født i Teslić, som dengang var en del af den Socialistiske Forbundsrepublik Jugoslavien. Hun gennemførte sin grundskole og gymnasieuddannelse i Teslić, hvorefter hun studerede engelsk sprog og litteratur ved Universitetet i Sarajevo og Universitetet i Banja Luka. Senere opnåede hun en kandidatgrad i diplomatisk og konsulær ret fra Det Juridiske Fakultet i Banja Luka, hvor hendes speciale fokuserede på EU's internationale ret og jura.

## Personligt liv
Cvijanović er gift med Aleksandar Cvijanović, og sammen har de to sønner. Hun taler flydende engelsk og har tidligere arbejdet som engelsklærer. Hendes far er bosnisk-serber, og hendes mor er af bosnisk-kroatisk afstamning.